# Uztel
Uztel Ploiești este o companie producătoare de echipament pentru extracție de petrol și construcții din România.
Uztel a luat ființă în anul 1904, sub denumirea de Societatea Româno-Americană, care, în anul 1958, a fost naționalizată.
Obiectul principal de activitate constă în producerea și comercializarea de ansamble, subansamble, utilaje și instalații petroliere; armături industriale; pompe pentru distribuit carburanți, pompe de noroi și alte piese de schimb pentru utilaj petrolier.
Acționarii societații sunt Asociația Salariaților Uztel, cu un pachet de acțiuni reprezentând 83,8381% din capitalul social al Uztel si alți acționari cu 16,1619% actiuni.
Acțiunile Uztel au fost transferate din mai 2008 la categoria a II-a a Bursei de Valori București, după ce fuseseră tranzacționate anterior la categoria „Nelistate”.
În anul 2010, compania a intrat în insolvență.
Număr de angajați în 2009: 1.100
Cifra de afaceri:
- 2008: 116,9 milioane lei[7]
- 2007: 108,4 milioane lei[8]
- 2005: 89,2 milioane de lei[1]

Venit net în 2005: 0,9 milioane lei